# Shorttrack-Juniorenweltmeisterschaften 2010
Die Shorttrack-Juniorenweltmeisterschaften 2010 wurden vom 8. bis 10. Januar 2010 in der Taipei Arena in Taipeh ausgetragen.

## Ergebnisse

### Juniorinnen
| Event              | Gold                                                          | Gold         | Silber                                                       | Silber       | Bronze                                                                 | Bronze       |
| ------------------ | ------------------------------------------------------------- | ------------ | ------------------------------------------------------------ | ------------ | ---------------------------------------------------------------------- | ------------ |
| Mehrkampf          | Choi Ji-hyun                                                  | 115 Punkte   | Lee Mi-yeon                                                  | 68 Punkte    | Song Jae-won                                                           | 42 Punkte    |
| 500 m              | Choi Ji-hyun                                                  | 45,928 s.    | Fan Kexin                                                    | 45,934 s.    | Li Dan                                                                 | 46,653 s.    |
| 1000 m             | Choi Ji-hyun                                                  | 1:34,583 min | Lee Mi-yeon                                                  | 1:34,631 min | Laurie Marceau                                                         | 1:52,751 min |
| 1500 m             | Choi Ji-hyun                                                  | 2:27,340 min | Song Jae-won                                                 | 2:27,433 min | Lee Mi-yeon                                                            | 2:27,627 min |
| 1500-m-Superfinale | Lee Mi-yeon                                                   | 2:34,364 min | Song Jae-won                                                 | 2:34,489 min | Choi Ji-hyun                                                           | 2:34,695 min |
| 3000-m-Staffel     | Südkorea Lee Mi-yeon Choi Ji-hyun Song Jae-won Hwang Hyun-sun | 4:23,689 min | Volksrepublik China Fan Kexin Zhang Shaoyang Li Dan Lin Meng | 4:24,697 min | Kanada Laurie Marceau Sabrina Bourgela Kristy Shoebridge Keri Morrison | 4:29,147 min |

### Junioren
| Event              | Gold                                                          | Gold         | Silber                                                                                  | Silber       | Bronze                                                           | Bronze       |
| ------------------ | ------------------------------------------------------------- | ------------ | --------------------------------------------------------------------------------------- | ------------ | ---------------------------------------------------------------- | ------------ |
| Mehrkampf          | Noh Jin-kyu                                                   | 68 Punkte    | Antoine Gélinas-Beaulieu                                                                | 63 Punkte    | Park Se-yeong                                                    | 47 Punkte    |
| 500 m              | Mikhail-Jeonghan Choi                                         | 42,981 s.    | Antoine Gélinas-Beaulieu                                                                | 43,048 s.    | Wu Dajing                                                        | 43,971 s.    |
| 1000 m             | Noh Jin-kyu                                                   | 1:30,776 min | Antoine Gélinas-Beaulieu                                                                | 1:32,998 min | Park Se-yeong                                                    | 1:44,020 min |
| 1500 m             | Noh Jin-kyu                                                   | 2:21,631 min | Kim Sung-han                                                                            | 2:21,918 min | Jack Whelbourne                                                  | 2:22,699 min |
| 1500-m-Superfinale | Park Se-yeong                                                 | 2:23,295 min | Antoine Gélinas-Beaulieu                                                                | 2:23,550 min | Kim Sung-han                                                     | 2:24,205 min |
| 3000-m-Staffel     | Südkorea Noh Jin-kyu Park Se-yeong Kim Sung-han Joo Hyung-jun | 4:06,934 min | Kanada Antoine Gélinas-Beaulieu Pier-Olivier Gagnon Mikhail-Jeonghan Choi Robert Watson | 4:15,713 min | Japan Keita Watanabe Takashi Yoshida Shota Uemura Yoshiaki Oguro | 4:16,320 min |